# Jindřich Labe
Jindřich Labe OFM (1648/1650–1693), někdy též Lábe, latinsky Henricus Labe, německy Heinrich Labe byl český františkán, kazatel, historik a autor spirituální (asketické) literatury pro řeholníky. Narodil se v Turnově jako syn nekatolických, posléze z města vykázaných rodičů Jeremiáše, též člena městského zastupitelstva, a Zuzany, pokřtěn byl Jan. Ve svých 18 letech vstoupil roku 1668 do františkánského řádu, kde 14.1. 1669 složil slavné sliby. Působil v řadě klášterů, kde proslul především svou kazatelskou činností, hlavně v turnovském klášteře (od 1677 jako kazatel a později opět 1685) a dále v Dačicích, Bechyni (1679), Jindřichově Hradci (1679), Voticích 1683. V roce 1685 působil jako kvardián v pražském konventu u P. Marie Sněžné, v letech 1690–1691 byl superior v Hořovicích, od 4. června 1690 proviční definitor. Zemřel 4. června 1693 v Turnově.
Labe byl přítelem spolupracovníkem Bohuslava Balbína, který Labeho nazývá: „můj dávný přítel a milovník mých horlivých snah, muž velmi lidský a zbožný. Balbín spolupracoval s Labem při pátrání ve františkánských knihovnách, především v Olomouci a Brně po českých, zejména františkánských autorech a jejich dílech, které Balbín zahrnul do svého díla Bohemia docta.
Labe byl dobrým příkladem spolupráce františkánů s učenci mimo řád. Balbín byl na druhou stranu Labemu poradcem při psaní jeho prací o františkánských konventech Bechyni a Hájku, z nichž je víc než popis minulosti zřejmá autorova snaha o podporu mariánského kultu v soudobých Čechách:
- Trias sacra, seu Historia narratio de tribus devotissimis imaginibus (...) in ecclesia Bechinensi vytištěná v Praze Danielem Michálkem v roce 1685.[4] Kniha měla někdy do frontispisu vevázaný mědiryt oltáře z kaple Sedmibolestné Panny Marie se sochou korunované bechyňské Piety pod bechyňským krucifixem. Jejich popularitu a význam pro poutníky, přicházející do Bechyně, dokládá i český překlad vytištěný o téměř sedmdesát let později.
- Historie o třech svatých obrazech, kteří v chrámu Páně Bechyňském ctihodných Páterův františkánův k pobožnosti veřejně vystavený u Františkánů v Bechyni. Praha : Jan Karel Hraba, 1746.[5] V knize zachytil mj. slavnosti spojené s translací zázračných vyobrazení do františkánského kostela v Bechyni.[6]
- Malus inter ligna silvarum, seu historia B. V. Lauretanae Silvae sacrae vytištěný v roce 1689 Jiřím Labounem v Praze v jezuitské tiskárně v Klementinu popisuje dějiny Lorety a konventu v Hájku.[7] „Dílo rozdělil – jak to bylo u tohoto žánru běžné – na dvě části, v první knize se věnoval historii místa, ve druhé vypsal více než stovku hájeckých zázračných uzdravení a mariánských zachránění a rozdělil je tematicky a časově do třiceti kapitol.“[8] Dílo vyšlo o rok později též česky:
- Hágek swaty Milostj Božj, a welikymi Dobrodinjmi P. Marye krásné se zelenagjcy, a nebo Hystorie Lauretanska Panny Marie… Praha : Jiří Laboun, 1690.[9] „K českému vydání navíc připojil desítky modliteb k Panně Marii a k nejčastěji uctívaným světcům, modlitby pro lid určené k jednotlivým částem mše a texty nejoblíbenějších mariánských poutních písní. Podstatně se liší latinská a česká verze i v části věnované dějinám Hájku.“[10] Z překladu určeného lidovému čtenáři byly údajně vypuštěny citace antických autorů a dalších spisů, zato se hojně odvolává na populární středověký mystický spis Psalterium de Laudibus Beatissimae Virginis zvaný též Mariale Arnesti od Arnošta z Pardubic.[11] V díle kromě Hájku najdeme výčet milostných soch a obrazů v Čechách a Evropě se zvláštní kapitolou, věnovanou těm z nich, které byly uctívány františkány.[12]

Labe se však nevěnoval jen minulosti, ale i každodenním spirituálním potřebám křesťanů, jak ukázal v knihách:
- Dilectus assimilatus capreae, himmulorum, cervorum super montes Nethel. Vytisk Jan Josef Kilian v Olomouci roku 1680. [13] V předmluvě věnované příznivci františkánů hraběti Ignáci Karlu ze Šternberka Labe zmiňuje jeho „velmi vybavenou knihovnu,“ ze které čerpal. Jedná se o asketické dílo poučující o co nejlepší pozemské cestě k nebeskému Bohu a bylo určeno bezpochyby pro samotné řeholníky, stejně jako:
- Recessum Solitarium animae religiosae. Olomucii, 1680. Tuto knihu s dnes nezjištěným dochováním Labemu připisuje Jaroslav Schaller ve svých dějinách Prahy při popise literárně činných františkánů.[14]